# Absalón Casas
Absalón D. Casas (Villa Nueva, 1874 - Rosario, 1947) fue un abogado, jurista y político argentino.

## Biografía
Nació el 22 de enero de 1874 en Villa Nueva, provincia de Córdoba.
Cursó sus estudios en el Colegio Nacional de Rosario y luego en la Universidad Nacional de Córdoba desde 1892. Obtuvo el título de abogado el 22 de septiembre de 1899, y poco después fue nombrado profesor suplente en la cátedra de legislación industrial y agrícola.
Fue concejal en la ciudad de Córdoba, secretario general de la municipalidad y desde el 5 de marzo de 1908 secretario de la Comisión Administradora formada por intervención provincial.
En 1910 asumió como diputado provincial por el departamento Punilla, siendo presidente de la cámara hasta el año siguiente. 
Desde el 30 de abril hasta el 17 de mayo de 1910 fue gobernador de Córdoba de manera interina en su carácter de presidente de la cámara baja provincial. 
Tras acusar a su rival político y antiguo amigo Félix T. Garzón de fraude en las elecciones para gobernador, decidió radicarse en Buenos Aires con su familia pero a su paso por Rosario aceptó un puesto en la Cámara de Apelaciones por lo que permaneció en esa ciudad. 
La legislatura de la provincia de Santa Fe lo designó vocal de la cámara de apelaciones de Rosario en 1912. Integró la comisión reformadora de las leyes procesales de dicha provincia y presidió la cámara de apelaciones en tres oportunidades, la última de ellas hasta su retiro, en 1932, provocado por haber pretendido negarle a Lisandro de la Torre la propiedad de un campo que éste reclamaba. 
Falleció el 3 de junio de 1947.
De sus hijos, Absalón Domingo fue catedrático, docente y legislador provincial, casado con Celia Mulhall; el menor, Gustavo Adolfo, fallecido el 31 de marzo del 2014 a los 94 anios, y se encontraba hospedado en el Colegio Máximo de San Miguel, dada su condición de sacerdote Jesuita; y Julio Argentino,abogado, casado con María Luisa Márquez y con siete hijos, alcanzó la Presidencia de la Excma. Corte Suprema de Justicia de la Provincia de Santa Fe